# Trichonotulus scrofa
Trichonotulus scrofa är en skalbaggsart som beskrevs av Fabricius 1787. Trichonotulus scrofa ingår i släktet Trichonotulus och familjen Aphodiidae. Inga underarter finns listade i Catalogue of Life.